# جينيفر جين
جينيفر جين (بالإنجليزية: Jennifer Jayne) هي ممثلة بريطانية، ولدت في 14 نوفمبر 1931 بيوركشاير في المملكة المتحدة، وتوفيت في 23 أبريل 2006 بلندن في المملكة المتحدة بسبب مرض.

## وصلات خارجية
- جينيفر جين على موقع IMDb (الإنجليزية)
- جينيفر جين على موقع روتن توميتوز (الإنجليزية)
- جينيفر جين على موقع ألو سيني (الفرنسية)
- جينيفر جين على موقع تيرنر كلاسيك موفيز (الإنجليزية)
- جينيفر جين على موقع أول موفي (الإنجليزية)
- جينيفر جين على موقع قاعدة بيانات الأفلام السويدية (السويدية)
- جينيفر جين على موقع إن إن دي بي (الإنجليزية)
- جينيفر جين على موقع قاعدة بيانات الفيلم (الإنجليزية)
- جينيفر جين على موقع كينوبويسك (الروسية)